# Championnat du monde d'échecs 1886
Le championnat du monde d'échecs 1886 est considéré comme le premier officiel. Le match opposa Wilhelm Steinitz et Johannes Zukertort du 11 janvier au 29 mars.

## Participants

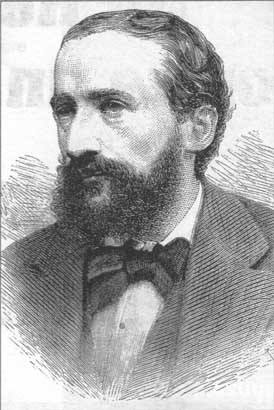
Johannes Zukertort
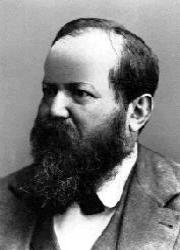
Wilhelm Steinitz

Depuis sa victoire contre Adolf Anderssen en 1866, Steinitz se considérait comme le meilleur joueur du monde. Cet état de fait fut remis en cause par les victoires de Zukertort dans les tournois de Paris en 1878 et de Londres en 1883. De nombreux spécialistes voyaient désormais en lui le nouveau meilleur joueur au monde au détriment de Steinitz.

## Déroulement du match
Un match fut donc organisé entre les joueurs pour déterminer lequel des deux était le meilleur joueur. La communauté échiquéenne mondiale s’accorda pour reconnaitre le vainqueur comme le premier champion du monde officiel. Le match se déroula en 1886 à New York, Saint-Louis et à La Nouvelle-Orléans. Le vainqueur du match serait le premier à gagner dix parties.
|                    | 1 | 2 | 3 | 4 | 5 | 6 | 7 | 8 | 9 | 10 | 11 | 12 | 13 | 14 | 15 | 16 | 17 | 18 | 19 | 20 | Points |
| ------------------ | - | - | - | - | - | - | - | - | - | -- | -- | -- | -- | -- | -- | -- | -- | -- | -- | -- | ------ |
| Johannes Zukertort | 0 | 1 | 1 | 1 | 1 | 0 | 0 | = | 0 | =  | 0  | 0  | 1  | =  | =  | 0  | =  | 0  | 0  | 0  | 5      |
| Wilhelm Steinitz   | 1 | 0 | 0 | 0 | 0 | 1 | 1 | = | 1 | =  | 1  | 1  | 0  | =  | =  | 1  | =  | 1  | 1  | 1  | 10     |

Après une victoire initiale de Steinitz, Zukertort gagne quatre parties consécutives. Malgré ce départ difficile Steinitz se reprend et s’impose dix victoires à cinq (avec cinq nulles) et devint ainsi le premier champion du monde officiel.